# Winchester Cathedral (chanson)
Pour les articles homonymes, voir Winchester Cathedral.
Winchester Cathedral est une chanson écrite en 1966 par Geoff Stephens (en) et à l'origine de son groupe New Vaudeville Band. Titre éponyme de leur premier album, il se vend à plus de 3 millions d'exemplaires dans le monde et obtient un Grammy Award en 1967.

## Contexte
Inspiré par une illustration de la cathédrale de Winchester dans son calendrier, Geoff Stephens écrit Winchester Cathedral en guise d'hommage. Grand amateur des sonorités du music hall anglais des années 1920, il réunit un groupe de musiciens de studio et leur propose la chanson, racontant l'histoire d'un homme quitté par sa compagne à proximité de cette cathédrale via des paroles qui elles aussi représentent bien la manière d'écrire des chansons de l'époque.
Selon Joseph Murrells, Stephens interprète lui-même le titre afin d'obtenir le son qu'il désire. Pour d'autres,,,, c'est la voix de John Carter (en) qui est entendue sur le single, chantant dans un mégaphone pour reproduire ce son particulier. Le single sort chez Fontana Records sous la référence TF741 en septembre 1966, attribué au groupe The New Vaudeville Band, alors fictif.
Lorsque le titre devient un tube international (#1 au Billboard Hot 100, édité sous la référence F-1562), Stephens n'a pas d'autres choix que de monter un groupe officiel. Il tente de convaincre le Bonzo Dog Doo-Dah Band mais seul leur saxophoniste Bob "Pops" Kerr accepte, rejoignant plusieurs autres musiciens dont Henry Harrisson, qui faisait déjà partie des musiciens de studio.
C'est le seul succès de Stephens outre-atlantique, les autres titres du New Vaudeville Band n'entrant pas dans le top 50. En revanche, c'est l'un de ses quatre succès au Royaume-Uni.

### Musiciens

#### Version single
Des musiciens de studio dont :
- John Carter (voix)
- Henry Harrisson (batterie)

#### En tournée
- Alan Klein (voix)[2], sous le pseudo 'Tristram, Seventh Earl of Cricklewood'[6]
- Mick Wilsher (guitare)
- Bobby 'Pops' Kerr (trompette, saxophone, cor d'harmonie)
- Hugh 'Shuggy' Watts (trombone)
- Neil Korner (basse)
- Henry Harrisson (batterie)
- Stan Heywood (piano, orgue, accordéon)
- Chris Eddy[6]

### Version50eanniversaire
À l'occasion des 50 ans de la sortie du titre, Dean James contacte Stephens afin de demander la permission de réenregistrer la chanson avec les choristes de la cathédrale de Winchester. Il demande simultanément s'il peut réécrire certaines paroles afin de les adapter au chant de la chorale. Enchanté, Stephens répond par l'affirmative et réécrit complètement les paroles servant ainsi l'intérêt des deux parties. Arrangée par Andrew Lumsden, directeur musical de la chorale de la cathédrale de Winchester, elle est interprétée par ses 'Boy Choristers' et publiée le 11 mars 2016 sous la forme d'un CD 3 titres édité chez Signum Classics. Le disque comprend en sus des reprises de Over the Rainbow et Climb Ev'ry Mountain. La première représentation publique de cette version se déroule le 12 mars lors d'un gala de charité dans la cathédrale, en présence de Stephens.

## Classement
| Classement (1966)                            | Meilleure position |
| -------------------------------------------- | ------------------ |
| États-Unis (Billboard Hot 100)               | 1                  |
| États-Unis (Adult Contemporary)              | 1                  |
| Canada (RPM 100)                             | 1                  |
| Royaume-Uni (Official Single Chart)          | 4                  |
| Belgique (Utratop 50 Singles néerlandophone) | 6                  |
| Belgique (Ultratop 50 Singles francophone)   | 9                  |
| Autriche                                     | 12                 |
| Allemagne                                    | 15                 |
| Pays-Bas (Top 40)                            | 31                 |
| Afrique du Sud (Springbok Radio)             | 1                  |

| Classement annuel (1966)         | Meilleure position |
| -------------------------------- | ------------------ |
| Afrique du Sud (Springbok Radio) | 12                 |
| États-Unis (Billboard Year-End)  | 18                 |

## Album
Un album de même titre sort fin 1966 chez Fontana Records (référence SRF 67560).
| 1.  | Winchester Cathedral                   | Geoff Stephens                                        | 2:22 |
| 2.  | Lilli Marlene                          | J. Tanner, Hans Leip, Norbert Schultze, Tommie Connor | 2:32 |
| 3.  | I Can't Go Wrong                       | Geoff Stephens                                        | 2:05 |
| 4.  | Tap Your Feet (And Go-Bo-De-Do-De-Doo) | Jack Hart, Philippe Brun                              | 1:45 |
| 5.  | Whatever Happened To Phyllis Puke?     | Alan Klein                                            | 2:57 |
| 6.  | Diana Goodbye                          | Geoff Stephens                                        | 2:17 |
| 7.  | A Nightingale Sang In Berkeley Square  | Eric Maschwitz, Manning Sherwin                       | 2:52 |
| 8.  | Whispering                             | John Schonberger, Richard Coburn, Vincent Rose        | 2:45 |
| 9.  | Kind Of Hush                           | Geoff Stephens, Les Reed                              | 2:33 |
| 10. | Your Love Ain't What It Used To Be     | Geoff Stephens, Terry Kennedy                         | 2:04 |
| 11. | That's All For Now Sugar Baby          | Peter Eden                                            | 1:50 |

## Certifications, récompenses et distinctions
- La chanson obtient un Grammy Award en 1967 dans la catégorie 'Best Contemporary (R&R) Recording'[1].
- La même année, Stephens reçoit un Ivor Novello Award dans la catégorie 'Britain's International Song of the Year'[18].

- Il se vend à plus de 3 millions d'exemplaires dans le monde[1], 200 000 unités au Royaume-Uni et 1.5 million aux États-Unis[2].
- Il s'agit du gros succès anglais aux États-Unis en 1966[2].
- Le titre reçoit une certification Disque d'or par la RIAA pour le single puis pour l'album.

| Pays       | Certification | Ventes            | Date             |
| ---------- | ------------- | ----------------- | ---------------- |
| États-Unis | Or            | +500,000 (single) | 28 novembre 1966 |
| États-Unis | Or            | +500,000 (album)  | 21 décembre 1966 |

- En 2018, à l'occasion des 60 ans du Billboard Hot 100, le titre apparait en 330e position du classement anniversaire.

| Classement anniversaire (1958-2018)             | Position |
| ----------------------------------------------- | -------- |
| États-Unis (Billboard Hot 100 60th Anniversary) | 330      |

## Reprises (sélection)
Joseph Murrells mentionne le nombre de 400 versions dès 1970.
Informations issues de SecondHandSongs, sauf mention contraire.

### Reprises classées
- En 1966 :
  - The New Happiness obtiennent la 112e position du Billboard[22] ,
  - Dana Rollin atteint la 71e place du même classement[23].

### Autres reprises
- En 1966 : 
  - Frank Sinatra sur son album That's Life,
  - Laurence Welk sur l'album Winchester Cathedral,
  - The Palm Beach Band Boys (en) enregistrent une version et nomme leur premier album Winchester Cathedral, qui atteint la 149e position du Billboard 200[24].

- En 1967:
  - Nancy Wilson sur l'abum Just For Now,
  - Wayne Newton, sur l'album Song of the Year - Wayne Newton Style,
  - Petula Clark sur l'album Colour My World - Who Am I,
  - Rudy Vallée, dont la voix et le style sont imités dans la chanson[6], enregistre sa propre version pour son album Hi-Ho Everybody[25].
- En 1968 : The Four Freshmen sur leur album In a Class by Themselves.
- En 1984 : Taco sur Let's Face the Music

#### Reprises instrumentales
- En 1966 :
  - Paul Mauriat sur l'album Paul Mauriat et son grand orchestre Vol. 4
  - Dizzy Gillepsie sur The Melody Lingers On

- En 1967 :
  - David McCallum sur Music - It's Happening Now!
  - Willie Mitchell sur The Hit Sound of Willie Mitchell
  - Sandy Nelson sur Cheetah Beat
  - The Shadows sur Jigsaw
  - Nelson Riddle sur Music For Wives & Lovers
  - Floyd Cramer sur Here's What's Happening!
  - Billy Vaughn sur That's Life
  - Fannie Flagg sur Rally 'round the Flagg[26].

### Parodie
- En 1967, Allan Sherman chante Westchester Hadassah[27].

### Adaptations en langue étrangère
| Année | Langue    | Titre                  | Adaptation                        | Interprète(s)                                                                                       |
| ----- | --------- | ---------------------- | --------------------------------- | --------------------------------------------------------------------------------------------------- |
| 1966  | Finnois   | Havis amanda           | Pertti Reponen                    | Eija Merilä                                                                                         |
| 1966  | Français  | J'travaille à l'usine  | Vline Buggy                       | Claude François                                                                                     |
| 1966  | Français  | Winchester Cathedral   | Vline Buggy                       | Les Diamants (1966), Claude François, Les Ekos (1967), Thomas Fraser (2008)                         |
| 1966  | Allemand  | Versuch es noch einmal | Günther Tilgert, Lawrence Yaskiel | Olaf King, Berti-The Royal Beat-Band                                                                |
| 1966  | Espagnol  | Catedral de Winchester | Artur Kaps, Manuel Salina         | Los 5 Aguilas, Los Stop, Los Bohemios, Los Mustang, Los 3 Sudamericanos, Los Unisonos, Gloria Lasso |
| 1967  | Tchèque   | Svatovítský chrám      | Jiří Štaidl                       | Václav Neckář                                                                                       |
| 1967  | Français  | Le Clocher du Village  | Claude François                   | Claude François                                                                                     |
| 1967  | Portugais | A Catedral             | Fred Jorge                        | Ronnie Von                                                                                          |
| 1967  | Italien   | Winchester Cathedral   | Alberto Testa                     | Natalino Otto                                                                                       |
| 1967  | Espagnol  | Winchester Cathedral   |                                   | Los Doltons                                                                                         |

## Utilisation dans les médias
- En 2003, dans Shanghai Knights de David Dobkin[30].